# Saint-Beauzire (Puy-de-Dôme)
Saint-Beauzire – miejscowość i gmina we Francji, w regionie Owernia-Rodan-Alpy, w departamencie Puy-de-Dôme.
Według danych na rok 1990 gminę zamieszkiwały 1872 osoby, a gęstość zaludnienia wynosiła 116 osób/km² (wśród 1310 gmin Owernii Saint-Beauzire plasuje się na 114. miejscu pod względem liczby ludności, natomiast pod względem powierzchni na miejscu 592.).